# Curtiss Cox Racer
El Curtiss-Cox Racer (Model 22) fue un avión de carreras especializado, construido por la estadounidense Curtiss Aeroplane and Motor Company, en los años 20 del siglo XX. El modelo fue volado como monoplano, biplano y triplano.

## Diseño y desarrollo
En 1920, el millonario del petróleo estadounidense S. Cox obtuvo dos monoplanos de carreras especializados, construidos para él por Curtiss, para tomar parte en la carrera del Trofeo Gordon Bennett a celebrar en Francia en septiembre de 1920. Los dos aviones, bautizados Texas Wildcat y Cactus Kitten, eran monoplanos monomotores de ala alta arriostrada por soportes, propulsados por un motor de pistones en línea Curtiss C-12 de 318 kW (427 hp). Poseían aerodinámicos fuselajes de madera, con el piloto sentado en una cabina cerrada en la parte trasera del fuselaje, bajo una cubierta deslizante hacia delante. El ala, que tenía una sección de perfil alar especial de doble cámara, era alta y estaba arriostrada por soportes hasta las ruedas principales del tren de aterrizaje fijo convencional. El motor V-12 movía una hélice tractora bipala, y estaba refrigerado por radiadores montados en los lados del fuselaje, entre la cabina y las alas.

## Historia operacional

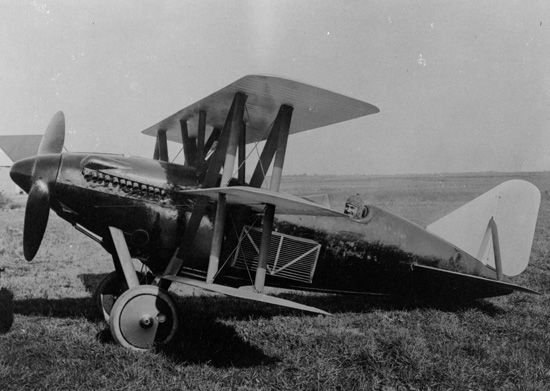
Cactus Kitten en configuración triplano.

El Texas Wildcat fue probado brevemente en los Estados Unidos antes de ser embarcado, siendo equipado con un ala diferente con un perfil alar más convencional para operar fuera del reducido Curtiss Field. Voló por primera vez el 25 de julio, alcanzó una velocidad de 295 km/h, esperándose 346 km/h cuando fuese equipado con el ala de carreras de alta velocidad. Los dos aviones fueron más tarde enviados por barco a Francia, sin llevarse a cabo pruebas del ala de alta velocidad y sin que volase el Cactus Kitten antes de navegar. El Texas Wildcat fue reensamblado en la fábrica de Morane-Saulnier con el ala de alta velocidad, pero se mostró inestable a alta velocidad cuando fue volado por el piloto de pruebas Roland Rohlfs. Por ello, se diseñó rápidamente un juego de alas biplano y se instaló en el Texas Wildcat. El mismo resultó destruido en un accidente al aterrizar, cuando era volado a Étampes antes de la carrera.
Aunque el Cactus Kitten fue llevado a Francia, permaneció sin volar y fue devuelto a los Estados Unidos. Fue más tarde reconstruido con un juego de alas triplano de envergadura corta, modificado del de un Curtiss 18T, con la cabina cerrada reemplazada por una más convencional cabina abierta. Así modificado, participó en la carrera del Trofeo Pulitzer de 1921 donde, volado por Clarence Coombs, y con una velocidad media de 274,1 km/h, alcanzó la segunda plaza, detrás de un Curtiss CR pilotado por Bert Acosta. Más tarde, fue vendido a la Armada de los Estados Unidos como entrenador de aviones de carreras de alta velocidad.

## Variantes
Texas Wildcat
Primer ejemplar, monoplano de ala alta; uno construido.
Cactus Kitten 1
Segundo ejemplar, igual que el primero; uno construido, no llegó a volar.
Cactus Kitten 2
Cactus Kitten 1 modificado como triplano, uno convertido.

## Operadores
Estados Unidos
- Armada de los Estados Unidos

## Especificaciones (Cactus Kitten)
Referencia datos: The Second Annual Pulitzer Race at Omaha

### Características generales
- Tripulación: Uno (piloto)
- Longitud: 5,87 m
- Envergadura: 6,1 m
- Superficie alar: 20 m2
- Perfil alar: Curtiss C-27[7]
- Peso cargado: 1091 kg
- Planta motriz: 1× motor lineal V-12 refrigerado por líquido Curtiss C-12.
  - Potencia: 324 kW (435 hp)
- Hélices: Propulsora bipala de paso fijo

### Rendimiento
- Velocidad máxima operativa (Vno): 315 km/h

## Aeronaves relacionadas

### Secuencias de designación
- Secuencia Numérica (interna de Curtiss): ← 19 - 20 - 21 - 22 - 23 - 24 - 25 →
- Secuencia L-_ (interna de Curtiss): L-17 - L-18 - L-19 - L-22 - L-41 - L-44 →